# 文保
文保（1317年二月三日至1319年四月二十八日）是日本的年號之一。這個時代的天皇是花園天皇與後醍醐天皇，由後伏見上皇與後宇多上皇實施院政。鎌倉幕府征夷大將軍為守邦親王、執權為北條高時。

## 改元
- 正和六年二月三日（1317年3月16日）改元文保
- 文保三年四月二十八日（1319年5月18日）改元元應

## 出處
《梁書》：「姫周基文、久保二七百。」

## 紀年、西曆、干支對照表
| 文保       | 元年   | 二年   | 三年   |
| 儒略曆日期 | 1317年 | 1318年 | 1319年 |
| 干支       | 丁巳   | 戊午   | 己未   |